# Jean-Marie Villot
Pour les articles homonymes, voir Villot.
 (mai 2021).
Si vous disposez d'ouvrages ou d'articles de référence ou si vous connaissez des sites web de qualité traitant du thème abordé ici, merci de compléter l'article en donnant les références utiles à sa vérifiabilité et en les liant à la section « Notes et références ».
Jean-Marie Villot est un ecclésiastique français, né le 11 octobre 1905 à Saint-Amant-Tallende (Puy-de-Dôme) et mort le 9 mars 1979 à Rome (Italie). Il a été cardinal secrétaire d'État de 1969 à 1979, ayant ainsi servi sous les papes Paul VI, Jean-Paul Ier et Jean-Paul II.

## Biographie

### Organisateur et diplomate
Son père, Joseph Villot, est maire de Saulzet-le-Froid (Puy-de-Dôme) de 1906 à 1920. Sa mère, Marie Laville, meurt lorsqu'il a 8 ans.
Très tôt, cet enfant réservé pense au sacerdoce. Une partie de ses études secondaires se déroule à Lyon (1923-1925). Puis il entre au séminaire des Carmes à Paris. Après son ordination sacerdotale le 19 avril 1930, il continue ses études à Rome au collège de Saint-Thomas, la future université pontificale Saint-Thomas-d'Aquin, Angelicum, et soutient un doctorat de théologie à Paris en 1934.
Pierre Gerlier, alors évêque de Tarbes et Lourdes, l'implique dans la préparation du Triduum de la Rédemption célébré dans la célèbre cité mariale en 1935. Celui qui est devenu le cardinal Pierre Gerlier ne l'oublie pas et lui confie la charge de professeur de morale à la faculté de Théologie de Lyon et de directeur de la maison universitaire des prêtres.
Sa nomination au secrétariat général de l'épiscopat français nécessite des voyages à Rome, alors que les évêques ne s'y rendent que pour les visites ad limina. Il est alors en position d'intermédiaire et de conseiller dans les négociations préparatoires de normalisation des relations entre l'État français et le Saint-Siège.

### Service épiscopal
Rapidement proposé à l'épiscopat, il devient auxiliaire de Paris en 1954, en assumant toujours le secrétariat général de l'épiscopat.
Le cardinal Gerlier le demande comme coadjuteur à Lyon. C'est à ce poste qu'il participe activement au concile Vatican II, où il est secrétaire général adjoint. Sa connaissance des milieux romains fait merveille.
Il succède à « son » cardinal en janvier 1965 et est lui-même créé cardinal lors du consistoire du 22 février 1965 avec le titre de cardinal-prêtre de SS. Trinità al Monte Pincio. En deux ans seulement de présence effective il lance son diocèse dans les réformes proposées par le concile et élabore la création du diocèse de Saint-Étienne (effective en 1970).
Mais Paul VI est séduit par ce Français diplomate et organisateur[réf. nécessaire]. Dès 1967, il lui confie des responsabilités romaines (direction de la Congrégation du Concile, qui deviendra la Congrégation pour le Clergé en août 1967). Il voyage beaucoup pour connaître la vie concrète de ce clergé, dont il a la charge, se souciant de sa formation et de sa relation aux populations, aux dépens de sa propre santé.
Cet homme de confiance permet à Paul VI, en le nommant secrétaire d'État en 1969, de confirmer la volonté d'internationalisation de la Curie romaine. Les difficultés ne manquent pas[Lesquelles ?], et le cardinal Villot doit intervenir en particulier sur des dossiers épineux comme le catéchisme hollandais, les tensions entre le primat de Pologne, le cardinal Wyszyński et la secrétairerie d'État pour la nomination des évêques, les difficultés nées d'une certaine théologie de la libération, la Compagnie de Jésus, Marcel Lefebvre[réf. nécessaire]…
Au premier plan de la politique internationale du Saint-Siège, il ouvre des relations diplomatiques avec vingt-cinq pays, et cherche à nouer des relations avec les États marxistes.
Le 12 décembre 1974, il est élevé au rang de cardinal-évêque de Frascati.

Armoiries du camerlingue Jean-Marie Villot.
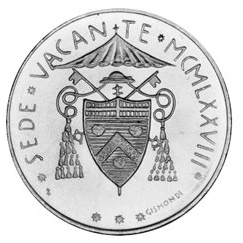
Pièce de 500 lires avec les armoiries du camerlingue Jean-Marie Villot, légendée  ·SEDE·VACANTE·MCMLXXVIII· (1978).

C'est lui qui se retrouve de fait responsable de l'Église à la mort de Paul VI. Il préside donc l'ouverture du conclave. Une profonde amitié s'épanouit avec le nouveau pape Jean-Paul Ier :
«J'ai vécu auprès du pape Jean-Paul une expérience ecclésiale unique, d'affection et de confiance», mais cela ne dure que trente-trois jours !
La mort brutale du pape dans la nuit du 28 au 29 septembre 1978 et la préparation difficile du nouveau conclave sont une lourde épreuve. Jean-Paul II lui demande de rester quelques mois, le temps de lui trouver un successeur[réf. nécessaire].
La santé fragile du cardinal usé[Par qui ?], le rythme du jeune pape débouchent sur l'aggravation brutale d'une double pneumonie. Il meurt le 9 mars 1979.
Sa devise était « Auxilium a Domino » (« Le secours vient du Seigneur »).

### Rôle prétendu dans la mort de Jean-PaulIer
Certains auteurs, parmi lesquels le journaliste britannique David Yallop dans son livre Au nom de Dieu, émirent l'hypothèse que Villot aurait joué un rôle avec Paul Marcinkus, le cardinal Cody, Licio Gelli (Loge P2), Roberto Calvi (Banco Ambrosiano) et Michele Sindona dans la mort du pape Jean-Paul Ier, qui eut un pontificat de seulement trente-trois jours et avec qui il y avait une forte hostilité sur la manière de conduire les finances vaticanes. On a également affirmé que sœur Vincenza aurait prêté serment, auprès de lui, de garder le secret sur les détails entourant la découverte du corps.
Devenu pape, Albino Luciani avait l'intention de revenir avec l'Église aux idéaux originels d'humilité et de simplicité, en transformant profondément la politique financière du Vatican[réf. nécessaire].
Selon cette thèse, la mort du pape dans la nuit du 28 au 29 septembre 1978 aurait été causée par un empoisonnement.
Cette théorie est corroborée par les déclarations du « repenti » de la mafia Vincenzo Calcara au juge Paolo Borsellino. Calcara parle d'un entretien avec l'entrepreneur mafieux Michele Lucchese advenu quelques jours après la tentative d'assassinat de Jean-Paul II. Lucchese révèle à Calcara que Jean-Paul II était en train de suivre la même politique que Jean-Paul Ier qui voulait « rompre les équilibres à l'intérieur du Vatican » en redistribuant les biens de la banque vaticane, en changeant les dirigeants du IOR et du secrétariat d'État (Marcinkus et Villot).
La thèse de David Yallop a été fortement réfutée par l'historien John Cornwell qui, au terme de son enquête (Comme un voleur dans la nuit) conclut que Jean-Paul Ier est mort écrasé par l'ampleur d'une tâche à laquelle il n'était pas préparé, et pour laquelle la Curie n'a pas songé à l'assister comme elle aurait dû.

## Succession apostolique
Jean-Marie Villot a ordonné les évêques suivants :
- Évêque Gabriel-Marie-Joseph Matagrin (1965)
- Archevêque Joseph Mees (1969)
- Archevêque Josip Žabkar (de) (1969)
- Archevêque Ernesto Gallina (en) (1969)
- Archevêque Ubaldo Calabresi (it) (1969)
- Archevêque Achille Marie Joseph Glorieux (1969)
- Archevêque Luciano Storero (1970)
- Archevêque Mario Tagliaferri (1970)
- Cardinal Edward Idris Cassidy (1970)
- Archevêque Franco Brambilla (en) (1971)
- Archevêque Carlo Curis (en) (1971)
- Archevêque Edoardo Rovida (1971)
- Archevêque Luigi Dossena (1973)
- Archevêque Vincenzo Maria Farano (it) (1973)
- Archevêque Giovanni De Andrea (1975)
- Archevêque Lajos Kada (1975)
- Archevêque Luigi Conti (1975)
- Archevêque Oriano Quilici (1975)
- Cardinal Eduardo Martínez Somalo (1975)
- Cardinal Agostino Cacciavillan (1976)
- Archevêque Giuseppe Ferraioli (en) (1976)
- Cardinal Sergio Sebastiani (1976)
- Cardinal Andrea Cordero Lanza di Montezemolo (1977)
- Archevêque Blasco Francisco Collaço (1977)
- Cardinal Giovanni Cheli (1978)
- Archevêque Giorgio Zur (1979)

## Distinctions et postes occupés
- 1935-1939 : Aumônier fédéral de la JEC. Professeur au grand séminaire de Clermont (dogme et morale).
- 1942 : Vice-recteur des Facultés catholiques de Lyon.
- 1945 : Prélature romaine.
- 1950 : Secrétaire-général de l'épiscopat français et président des Œuvres pontificales missionnaires. Protonotaire apostolique.
- 1954 : Évêque auxiliaire de Paris.
- 1959 : Coadjuteur avec droit de succession du cardinal Pierre Gerlier, archevêque de Lyon.
- 1962 : Sous-secrétaire du concile Vatican II.
- 1965 : Archevêque de Lyon (17 janvier).
- 1965 : Cardinal (22 février).
- 1967 : Préfet de la Congrégation du Concile, qui deviendra la Congrégation du Clergé.
- 1969 : Cardinal secrétaire d'État du Saint-Siège.
- 1970 : Camerlingue responsable du Vatican après les décès des papes Paul VI et Jean-Paul Ier.

## Publications de Jean-Marie Villot
- Avec la collaboration du cardinal Feltin, du Dr Biot et d'Étienne Borne, Qu'est-ce que la vie ?, Paris, Horay, 1958, 256 p.Extrait des rencontres de la Semaine des intellectuels catholiques du 6 au 12 novembre 1957
- « Couples et familles dans la société aujourd'hui (lettre du cardinal Jean Villot à Monsieur Alain Barrère) », dans Chronique sociale de France, Lyon, coll. « Semaines sociales de France » (no 59), 1973, 310 p.